# Violino
Il violino è uno strumento musicale della famiglia degli archi, dotato di quattro corde accordate ad intervalli di quinta. Il musicista che suona il violino è detto violinista; l'artigiano che lo costruisce o lo ripara è il liutaio.
Si tratta dello strumento più piccolo e dalla tessitura più acuta tra i membri della sua famiglia. La corda più bassa (e quindi la nota più bassa ottenibile) è il sol2, il sol subito sotto al do centrale del pianoforte (do3); le altre corde sono, in ordine di frequenza, il re3, il la3 e il mi4. Le parti per violino utilizzano la chiave di violino (chiave di sol). Quando devono essere eseguite note e passaggi particolarmente acuti, si usa un'indicazione che avvisa di trasportare le note interessate all'ottava superiore. Fino al XVIII secolo, invece, a seconda della tessitura dello specifico brano o frammento musicale, veniva usato un grande numero di chiavi secondarie: chiave di basso all'ottava superiore, contralto, mezzosoprano, soprano, e chiave di violino francese.
Il più noto violinista di tutti i tempi è stato l'italiano Niccolò Paganini, nato a Genova nel 1782 e morto a Nizza nel 1840. Anche molti tra i liutai più famosi e apprezzati del mondo sono italiani: si ricordano Antonio Stradivari, Giovanni Paolo Maggini, Giovanni Battista Guadagnini ed inoltre le storiche dinastie degli Amati, dei Guarneri e dei Testore.

## Descrizione

### Le parti del violino

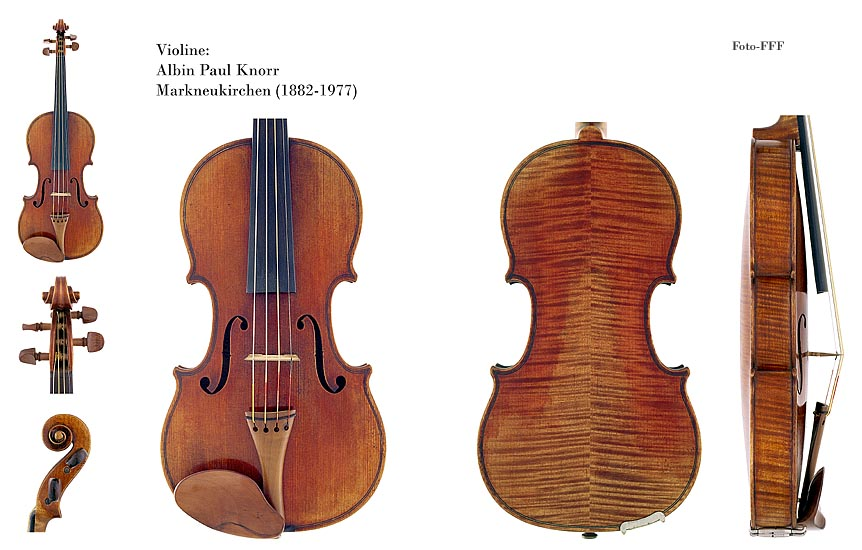
Alcune viste di un violino.

Il violino, essenzialmente, è costituito dalla cassa armonica e dal manico, innestato nella parte superiore della cassa; tutte le parti sono di legno.
La cassa armonica dello strumento, di lunghezza tradizionale di 35,6 cm (tra i 34,9 ed i 36,2 cm), di forma curva e complessa che ricorda vagamente un otto, è costituita da una tavola armonica (detta anche piano armonico), di abete rosso e da un fondo, generalmente in acero montano, uniti da fasce di legno d'acero curvato. Sia la tavola che il fondo possono essere formati da una tavola unica, ma molto spesso sono composti da due tavole affiancate specularmente, seguendo la venatura del legno. Le fasce sono modellate a caldo con un ferro. Fondo e piano armonico sono convessi e il loro spessore varia, degradando dal centro dei due piani verso il bordo esterno; le elaborate curvature si ottengono con un raffinato lavoro di scultura (sgorbiatura e piallatura) a mano. A pochi millimetri dal bordo della tavola armonica (che sporge dalle fasce) si intaglia nella faccia esterna della stessa tavola, lungo tutto il perimetro, una scanalatura larga poco più di un millimetro, in cui si inserisce una rima detta filetto; esso è formato da tre strati di diverse essenze di legno (generalmente ebano - ciliegio). Il filetto, oltre ad avere una funzione decorativa (normale lavoro di ebanisteria che si esegue legando insieme le venature del legno) aiuta a stabilizzare eventuali crepe "soprattutto ai margini superiore ed inferiore dello strumento, dove il legno si presenta di testa".
Nel piano sono ricavate le uniche due aperture della cassa, due fessure chiamate effe perché hanno la forma di quella lettera dell'alfabeto nella scrittura corsiva.

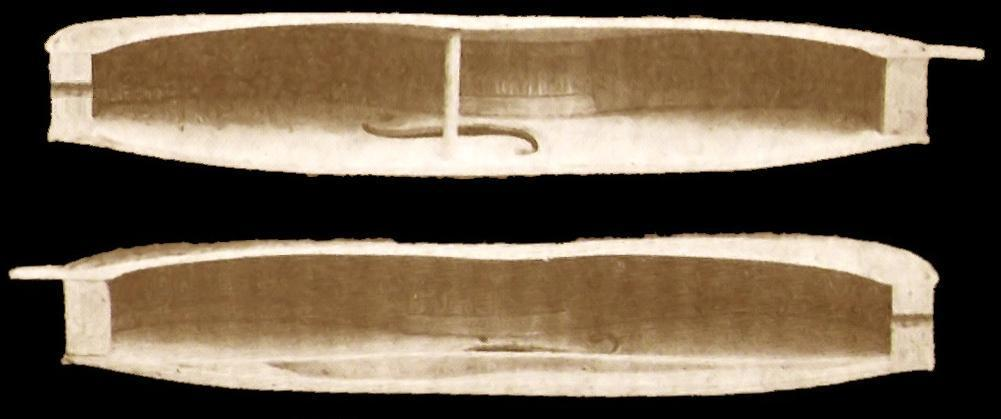
Sezione longitudinale della cassa. La tavola è rivolta in basso (come si vede dalle effe) e il fondo in alto. Nella parte sinistra (sopra) si nota l'anima, in quella destra (sotto) la catena incollata alla tavola.

Internamente, incollata per circa quattro settimi della lunghezza totale della tavola armonica, è situata la catena, un listello in legno di abete, lavorato e sagomato in modo che aderisca perfettamente alla curvatura interna del piano. Essa contribuisce a distribuire la pressione generata dalle corde tese e a favorire la propagazione delle vibrazioni prodotte dalle corde lungo tutto il piano armonico.
Tavola armonica e fondo sono collegati tra loro, oltre che dalle fasce, anche da un listello cilindrico di abete di circa 6 mm di diametro, detto anima, posto all'interno della cassa armonica. L'anima è incastrata (non incollata) fra tavola e fondo in una precisa posizione, vicino al "piede destro" del ponticello; serve a trasmettere le vibrazioni al fondo dello strumento e, anch'essa, interviene distribuendo sul fondo la pressione impressa dalle corde. Il posizionamento corretto dell'anima è fondamentale per ottenere la migliore qualità sonora ed il giusto equilibrio timbrico e di intensità fra le 4 corde.
Nella cassa armonica è innestato superiormente il manico, di acero, che termina nella cassetta dei piroli (o cavigliere), ornata superiormente da un fregio a intaglio, chiamato riccio. Sulla faccia superiore del manico è incollata la tastiera, di ebano, sulla quale le corde vengono premute con le dita.

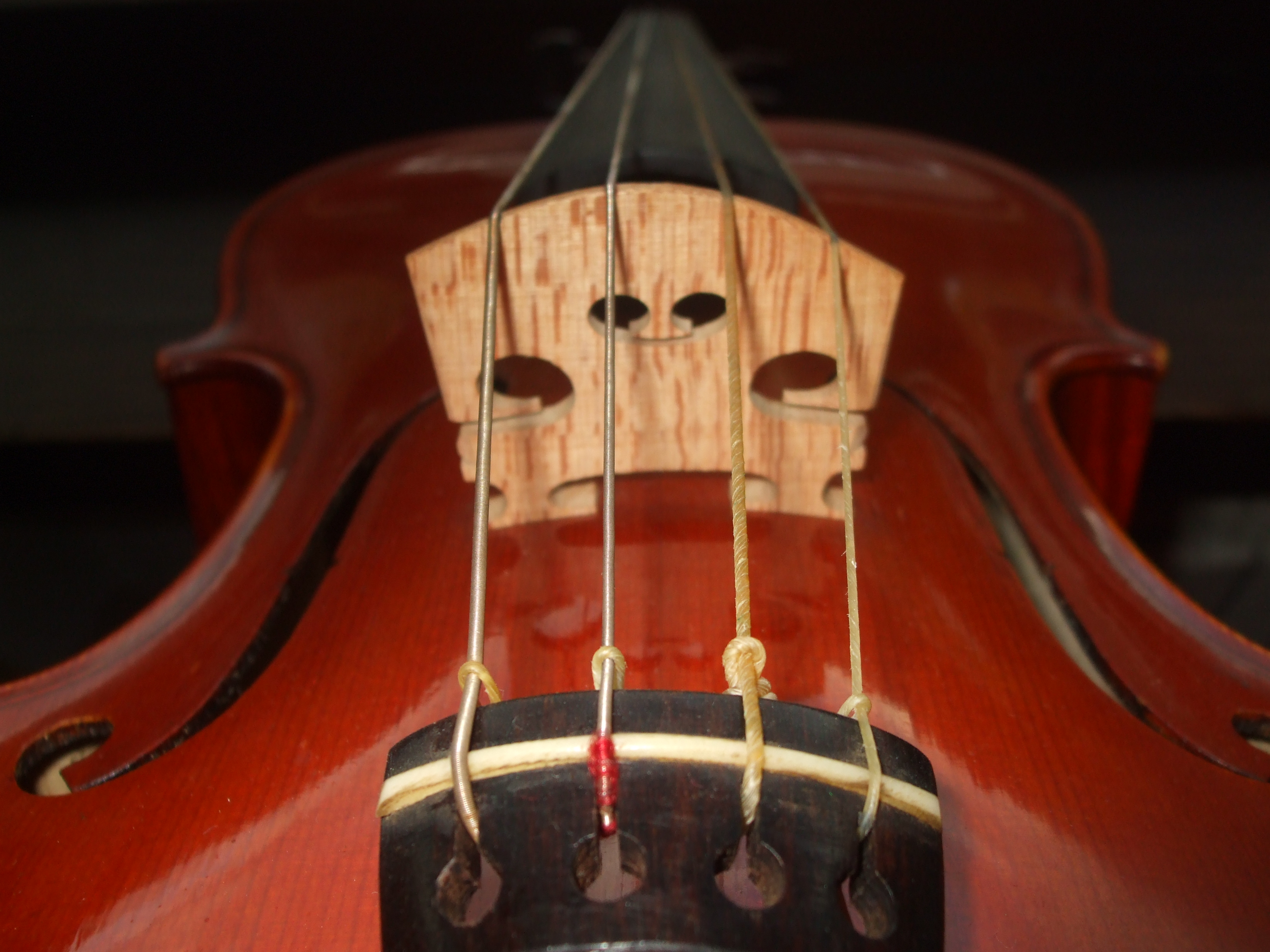
Dettaglio con ponticello e attaccatura delle corde alla cordiera. Si noti l'asimmetria della curvatura del ponticello, più basso dalla parte della I corda.

Le estremità superiori delle corde vengono avvolte attorno ai piroli o bischeri, inseriti nel cavigliere. Essi servono a tenderle e modificarne la tensione e si usano quindi per accordare lo strumento. Le corde passano su un sostegno all'inizio del manico, chiamato capotasto; scorrono al di sopra della tastiera e si appoggiano sul ponticello, una lamina verticale mobile, in legno di acero, che trasmette la vibrazione delle corde al piano armonico; vanno infine a fissarsi alla cordiera, collegata, per mezzo di un cavo, al bottone. Il ponticello ha due funzioni: trasmette le vibrazioni sonore alla cassa armonica, dove vengono amplificate e riflesse, uscendo infine dalle effe, e mantiene le corde in una posizione arcuata, permettendo così all'archetto di toccare una corda per volta.
Il violino nella sua forma moderna è, nella sua essenza quanto mai antica ed artigianale (non contiene alcuna parte metallica, al di fuori delle corde), una "macchina di precisione" in uno stato di delicato equilibrio: le forme, i vari elementi ed anche i più minuti dettagli costruttivi, oltre alla grande cura nel montaggio, derivano da un affinamento rimasto quasi immutato da più di 500 anni. Le curvature di piano e fondo, la forma della catena e delle effe e lo spessore dei legni usati sono determinanti per la qualità e la personalità del suono dello strumento. Su questi parametri si può, in parte, anche intervenire a posteriori; spostare anche solo di un millimetro gli elementi mobili, come anima e ponticello, provoca cambiamenti evidenti: è la cosiddetta "messa a punto" dello strumento, eseguita per ottenere le caratteristiche sonore ricercate dal violinista o per ottimizzare la resa dello strumento.
Cassa e riccio vengono ricoperti da una vernice, a base di olio o di alcool, ricca di resine vegetali e vari pigmenti. I liutai sono da sempre impegnati nello studio delle antiche ricette per le vernici e nell'elaborazione di nuove, dal momento che la vernice influisce fortemente sull'aspetto estetico dello strumento e condiziona anche la resa sonora.

### Le parti dell'arco
L'arco è costituito da un'asticella di legno molto elastico, modellato e curvato a fuoco, ai cui estremi (detti punta e tallone) viene agganciato, mediante un'operazione tecnicamente definita "incrinatura" o "crinatura", un fascio di crini di coda di cavallo maschio, tenuto teso da un meccanismo a vite chiamato nasetto. La bacchetta può avere sezione circolare per tutta la sua lunghezza (più frequente negli archi di grande pregio), oppure sezione ottagonale per più di metà arco smussandosi poi alla punta fino a raggiungere la sezione circolare. I crini, sfregati sulle corde, le mettono in vibrazione e producono il suono. Per ottenere l'attrito necessario a mettere in vibrazione le corde, il violinista passa sui crini la colofonia (detta comunemente "pece") composta prevalentemente di resina di larice e altre sostanze che determinano la possibilità per il crine di "aggrapparsi" alla corda e metterla in vibrazione.

### Materiali adottati
Il piano armonico, la catena, l'anima e altri piccoli rinforzi interni alla cassa si costruiscono con l'abete rosso (Picea abies (L.) H. Karst.), un legno leggero ma molto resistente ed elastico, adatto a trasmettere le vibrazioni, che a questo scopo è selezionato di venatura diritta e regolare (sono famosi l'abete di risonanza della Val di Fiemme e anche della foresta di Paneveggio, in Trentino, e quello della Valcanale e del Tarvisiano, in provincia di Udine, utilizzati da secoli per la costruzione di strumenti). Fondo, fasce, manico - spesso anche il ponticello - sono di legno d'acero dei Balcani (Acer pseudoplatanus L.), un legno duro e più "sordo", il cui compito è quello di riflettere, più che di trasmettere, il suono; a volte si usano anche legni meno nobili, come il pioppo, il faggio o il salice. Le parti della montatura - come piroli, capotasto, cordiera, reggicordiera, bottone e mentoniera - sono realizzate con legno duro da ebanisteria, soprattutto ebano, palissandro o bosso; capotasto e reggicordiera a volte sono d'osso; la tastiera è quasi sempre di ebano; la cordiera a volte è di metallo, plastica o carbonio. Alcuni strumenti antichi erano rifiniti con avorio o riccamente intarsiati, ma anche oggi alcune parti possono essere rifinite con intarsi d'osso o madreperla.
La stagionatura dei legni è fondamentale per la qualità del suono e la stabilità dello strumento e i legni più stagionati sono molto ricercati e quotati.

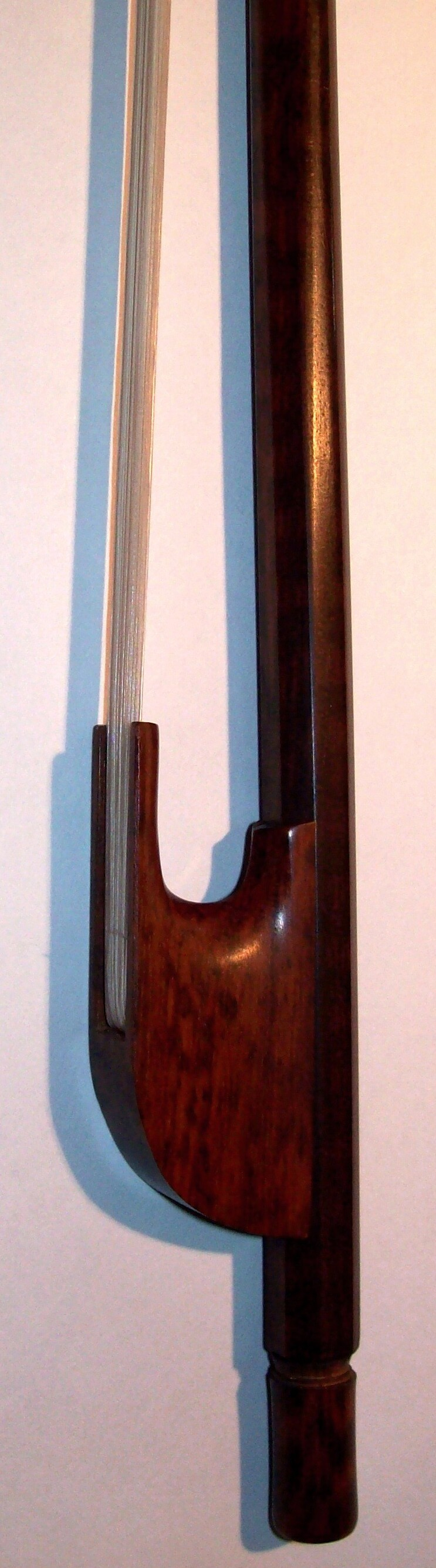
Particolare di arco barocco in legno serpente.

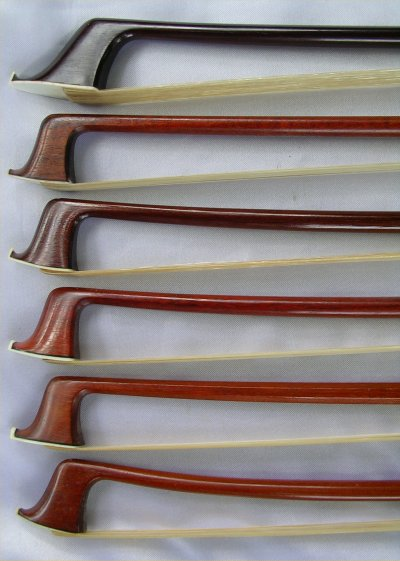
Punte di archi moderni, il primo di legno ferro, gli altri in pernambuco.

Le corde un tempo erano fatte utilizzando budello animale, soprattutto di pecora, lavato, trattato e arrotolato a formare un filo: questo genere di corde, con pochi adattamenti tecnologici, venne usato fino alla metà del XX secolo. Tali corde sono ancora usate abitualmente nelle "esecuzioni filologiche", nelle quali l'uso di strumenti e tecniche esecutive propri dell'epoca della composizione costituisce uno degli elementi guida dell'interpretazione musicale. Tuttavia, queste corde hanno una tendenza accentuata a perdere l'accordatura in conseguenza delle condizioni esterne (temperatura e umidità) e del riscaldamento prodotto dalla mano dell'esecutore, a deteriorarsi e a rompersi con maggior facilità rispetto alle corde moderne.
Le moderne corde del La, Re e Sol sono dotate di un'anima di fibra sintetica (nylon, rayon, o anche carbonio), oppure di budello, circondata da un avvolgimento di seta, e sempre rivestite esternamente con una sottile fascia di metallo (acciaio, alluminio, argento e persino oro) per conferire una maggiore massa all'insieme, così da permettere di produrre le note più gravi mantenendo la corda abbastanza sottile. La corda del Mi (la più acuta, detta cantino) è quasi sempre costituita da un unico sottile filo di acciaio armonico. Le corde con anima sintetica sono quelle oggi più frequentemente utilizzate, dal momento che permettono di ottenere un suono intenso e brillante con maggiore durata e stabilità nell'accordatura. Per contro, degradano più rapidamente rispetto a quelle con anima di budello. Il suono delle corde con anima di budello è più potente, caldo e morbido, ma il prezzo di vendita è più alto. La scelta viene generalmente fatta in base alle caratteristiche dello strumento, all'uso che se ne fa, al repertorio che si intende eseguire e alle preferenze individuali dello strumentista.
Il legno utilizzato per la bacchetta dell'archetto è generalmente di origine tropicale (si usa soprattutto il legno chiamato comunemente pernambuco o verzino, Caesalpinia echinata Lam.), ma oggi si sta affermando sempre di più la fibra di carbonio come materiale di buon rendimento e di prezzo contenuto per la fascia di qualità media. Nel passato si usavano anche altri tipi di legno, come il legno ferro (pau-ferro brasiliano, Caesalpinia ferrea C.Mart.) o il legno serpente (Brosimum guianense (Aubl.) Huber ex Ducke; sinonimo: Piratinera guianensis Aubl.; in francese: "amourette"), tipici degli archi del periodo barocco.

### Dimensioni

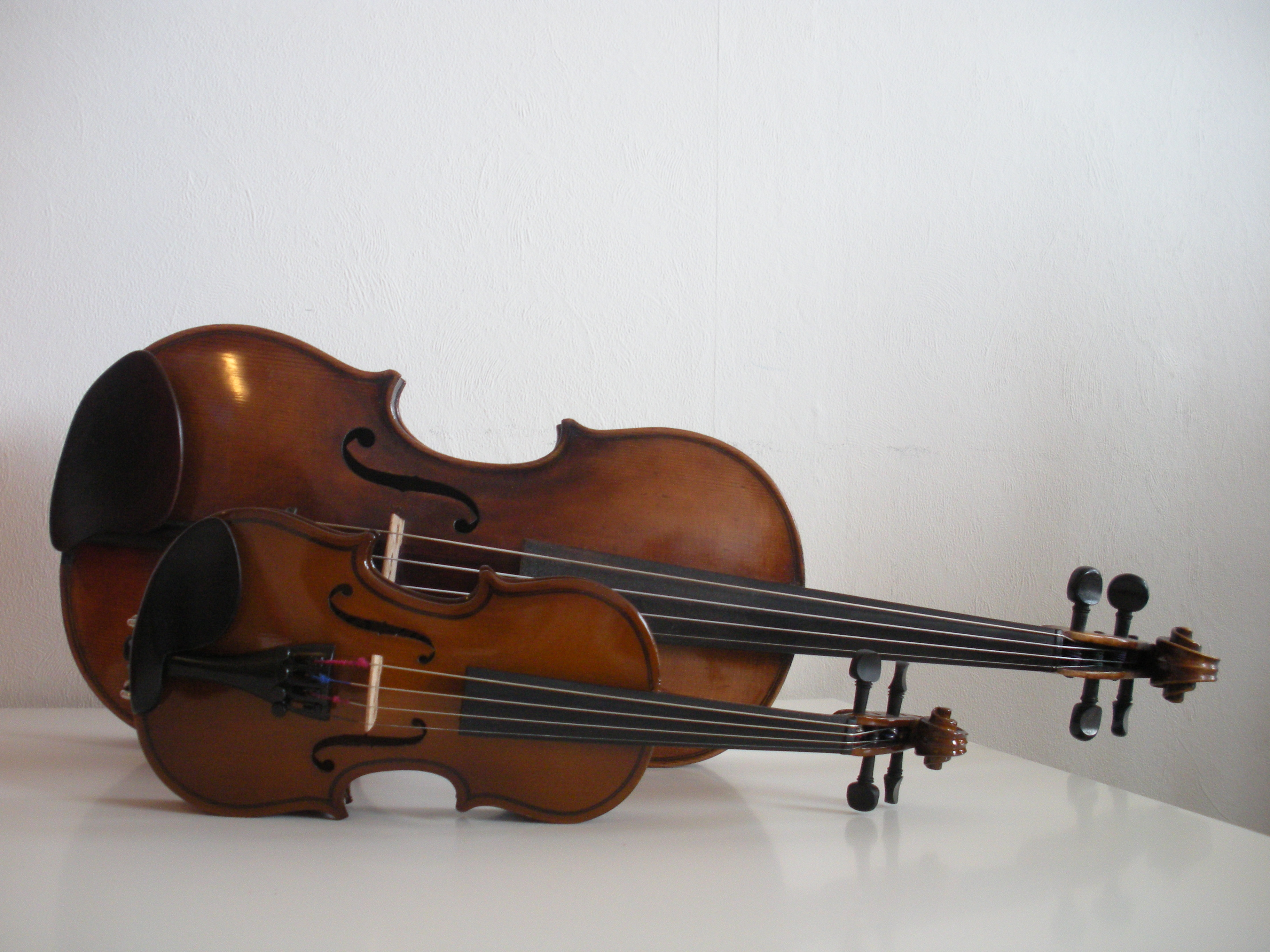
Un violino 1/16 accanto a un 4/4.

Un violino di dimensioni tradizionali è denominato intero o 4/4, ed è destinato a strumentisti che hanno raggiunto il fisico da adulto; la sua lunghezza complessiva è generalmente di 59 cm, mentre lo standard per la lunghezza della cassa armonica è di 35,6 cm; questa dimensione è una regolamentazione delle esperienze dei costruttori del periodo della liuteria classica, presso i quali può variare dai 34 cm (il cosiddetto "violino 7/8") ai 38 cm. I violini di Antonio Stradivari hanno la cassa armonica lunga più di 36,2 cm nel periodo "sperimentale" (1691-1698), mentre si assestano tra i 35 ed i 35,8 nella maturità.
I bambini che suonano il violino utilizzano strumenti di dimensioni ridotte, i quali, pur avendo le varie parti proporzionalmente più piccole, sono funzionalmente identici ai violini di dimensioni normali. Questi strumenti sono realizzati nei tagli di tre quarti (corrispondente a una lunghezza della cassa da 32 a 34 cm), mezzo (da 30 a 32 cm), e così via fino al sedicesimo.
Occasionalmente, un adulto di piccola corporatura può usare un violino 7/8, anziché uno di dimensioni standard; questi strumenti, talvolta chiamati "violini da donna", hanno una cassa armonica lunga 34–35 cm.

## Acustica
Lo spessore del legno e le sue proprietà fisiche incidono grandemente sul suono prodotto dal violino. L'intensità ed il timbro dipendono in larga misura dal modo in cui la cassa armonica si comporta da un punto di vista acustico, secondo gli schemi determinati dal fisico tedesco Ernst Chladni. I cosiddetti nodi (che corrispondono ai punti dove non si ha movimento), individuati tramite dei granelli di sabbia sparsi sulle placche mentre queste vibrano a certe frequenze, corrispondono a quello che viene chiamato "schema di Chladni". Questo procedimento di controllo e verifica delle vibrazioni e della risonanza viene utilizzato dai liutai per verificare il lavoro prima di terminare il montaggio dello strumento. La conoscenza della frequenza di vibrazione della tavola armonica e del fondo di un violino può, d'altra parte, ottenersi per via teorica in base alle caratteristiche del legno, allo spessore ed alla sua distribuzione nella tavola e nel fondo.

## Accessori

### La mentoniera

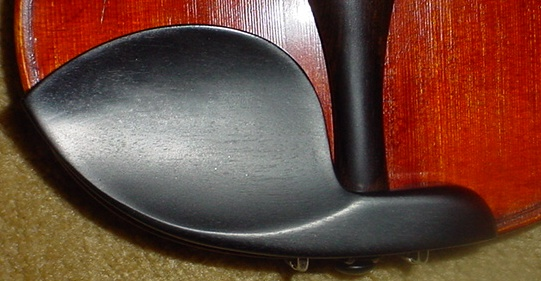
Una mentoniera modello Guarneri.

Posta al di sopra o a sinistra della cordiera, e ancorata per mezzo di una staffa in metallo al fondo del violino sul suo bordo posteriore, la mentoniera è un pezzo di legno (o di plastica) sagomato, sul quale il violinista può appoggiare il proprio mento mentre suona. La mentoniera può essere fatta di ebano, palissandro, bosso o plastica.
L'invenzione della mentoniera si deve al violinista Louis Spohr, che ne dà diffusione nella sua Violinschule (1832). Nonostante ciò, non tutti i maggiori violinisti nel XIX secolo la utilizzavano.

### La spalliera

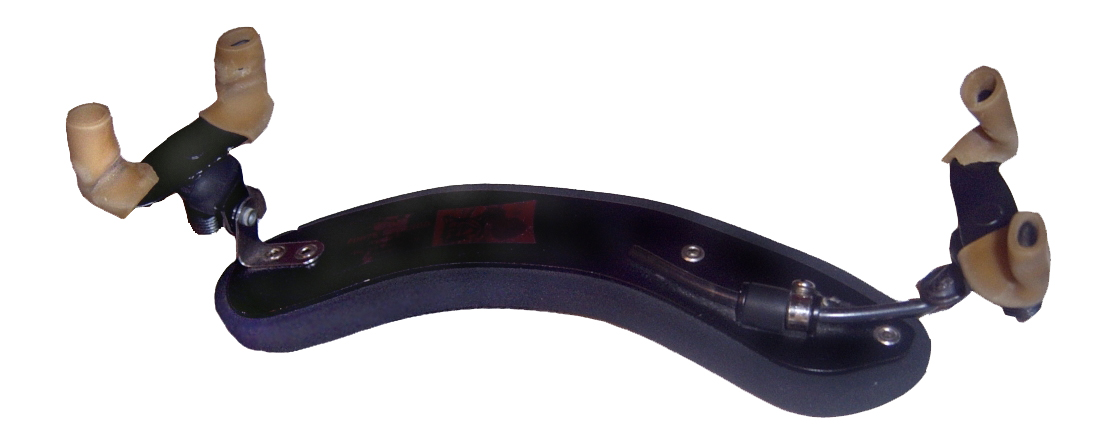
Spalliera per violino.

La spalliera è un accessorio rimovibile fatto di legno, alluminio, fibra di carbonio o plastica. Solitamente di altezza regolabile, si applica ai bordi del fondo dello strumento per mezzo di piedini di plastica morbida oppure rivestiti di gomma. Lo scopo della spalliera è quello di permettere una postura più confortevole al violinista, fornendo un sostegno sulla spalla e impedendo allo strumento di scivolare.
Si tratta di un'invenzione relativamente recente e, benché il suo uso sia abbastanza comune fra i violinisti e i violisti moderni, non è adottata universalmente. Alcuni musicisti, infatti, preferiscono ricorrere a spalline in materiale spugnoso, cuscinetti, panni ripiegati ecc., oppure, talvolta, non interpongono alcunché fra la spalla e lo strumento.
La prima testimonianza dell'uso di sostegni simili alla spalliera si deve a Pierre Baillot, che nel 1834 suggeriva l'uso di uno spesso fazzoletto o di un cuscino per tenere lo strumento in maniera comoda.

### La sordina

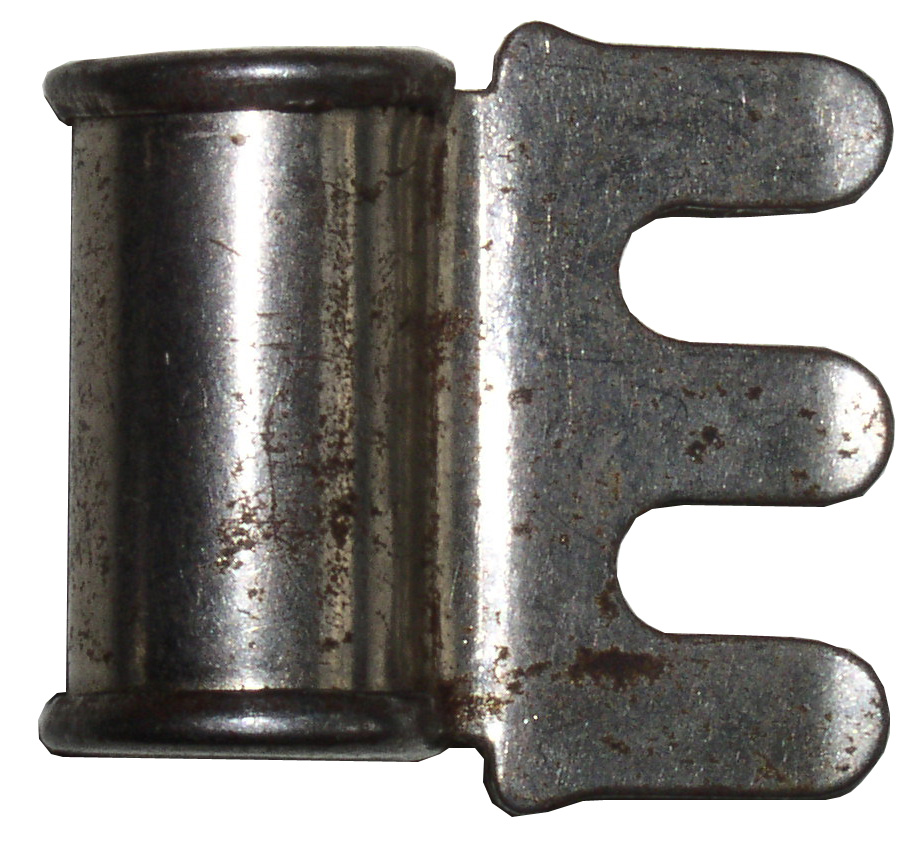
Una "sordina da notte", usata per studiare senza creare disturbo agli altri.

Il suono del violino può essere alterato per mezzo della sordina, un piccolo blocchetto che può essere in gomma, in legno o in metallo, e che viene agganciato al ponticello, di solito in mezzo alle due corde del Re e del La. Smorzando le vibrazioni del ponticello stesso, provoca l'emissione di un suono più dolce e delicato, con minori armoniche sopra ogni nota che viene suonata. Viene spesso utilizzato per studiare a volume più basso ed anche nelle esecuzioni in cui è richiesto un suono più smorzato.

## Suonare il violino

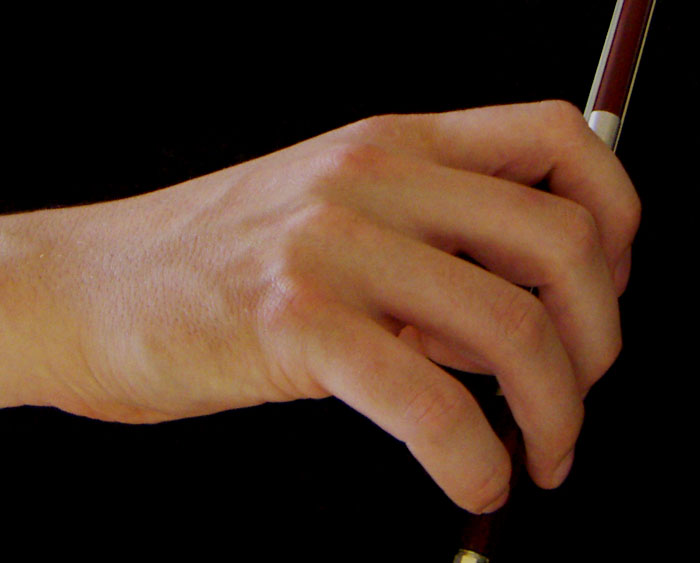
Come si impugna l'arco.

L'arco si impugna con la mano destra all'estremità dove si trova il tallone o nasetto e viene fatto scorrere perpendicolarmente alle corde, circa a metà tra il ponticello e la fine della tastiera, mettendo in vibrazione la corda prescelta.
L'altezza delle note è controllata dalla mano sinistra, regolando la lunghezza della parte vibrante della corda mediante la pressione delle dita sulla tastiera.
Le corde del violino possono anche essere suonate pizzicandole con la mano sinistra o destra.

### Diteggiatura e posizioni
A causa delle sue caratteristiche sonore, il violino non possiede tasti che delimitino il punto di appoggio delle dita, come invece avviene su altri strumenti a corda (tasti fissi nella chitarra, mobili nella viola da gamba). L'esecutore deve ottenere la posizione esatta delle dita sulle corde basandosi unicamente sulla propria abilità (la cosiddetta "memoria muscolare"), altrimenti il suono risultante sarà stonato o totalmente sbagliato. I violinisti vi si esercitano costantemente, in parte per addestrare le dita a raggiungere automaticamente la posizione corretta, in parte per migliorare l'abilità nel correggere il più rapidamente possibile eventuali differenze tra la nota desiderata e quella emessa.
Le dita sono numerate convenzionalmente dal "primo" (l'indice) al "quarto" (il dito mignolo). Il pollice non tocca mai nessuna corda: viene usato solo come supporto per il manico per contrastare la pressione delle altre quattro dita. Le cifre dall'1 al 4 a volte compaiono sulle parti per violino, specialmente nelle edizioni a carattere didattico, per indicare quale dito deve essere usato poiché la mano si può spostare nelle diverse posizioni lungo il manico.
La posizione basilare della mano sinistra è più vicino possibile al capotasto ed è chiamata prima posizione. In prima posizione si può accorciare la zona vibrante della corda al massimo di un terzo della sua lunghezza, aumentando in questo modo l'altezza della corda di una quinta. Per eseguire note più acute, si fa scorrere la mano sinistra sul manico del violino verso la cassa armonica (in direzione del viso dell'esecutore) e si premono le dita sulla tastiera nella nuova posizione. Il limite delle note alte raggiungibili dal violino è determinato in gran parte dall'abilità dell'esecutore. Un buon violinista può facilmente suonare più di due ottave su una singola corda, e raggiungere un'estensione di quattro ottave con l'intero strumento.
I violinisti spesso cambiano posizione sulle corde più basse, anche se ciò a prima vista sembrerebbe superfluo, non per raggiungere suoni particolarmente acuti, che si potrebbero eseguire più facilmente in prima o seconda corda, ma per motivi squisitamente sonori: infatti, questo permette di limitare i "cambi di corda" (cioè il passaggio da una corda ad un'altra) all'interno di una frase musicale in modo tale da rendere il timbro più uniforme, o di ottenere un suono particolare, dal momento che ciascuna corda dello strumento ha un diverso colore sonoro. Si tratta di una scelta interpretativa venuta in uso a partire dalla seconda metà del XVIII secolo. Talora i compositori stessi prescrivono al violinista la corda da utilizzare per un certo passaggio. In altri casi la scelta della posizione è forzata dall'impossibilità di eseguire in altri modi certi accordi o passaggi particolarmente ardui.

### Corda vuota
Un timbro particolare è quello risultante dal suono della cosiddetta corda vuota, ossia della corda senza che vi si trovi alcun dito della mano sinistra. La corda vuota dà il suono della nota corrispondente (Sol, Re, La, Mi), con una connotazione particolare, derivante dall'assenza dell'azione di smorzamento di un dito e dal fatto che non è possibile l'azione del vibrato. A parte il Sol2 (che non può essere ottenuto in altro modo), le corde vuote vengono generalmente utilizzate per produrre un effetto particolare, oppure per comodità nei passaggi.
Un effetto abbastanza singolare che viene ottenuto per mezzo della corda vuota è il bariolage. Per realizzarlo, il violinista esegue la stessa nota di una delle corde vuote (necessariamente il Re, il La o il Mi) sulla corda immediatamente più bassa, quindi sposta l'archetto con un movimento rapido ondeggiante, provocando alternativamente la vibrazione della corda vuota e di quella che riporta la pressione del dito della mano sinistra. Il suono ottenuto ha la stessa altezza, ma il timbro della corda vuota rispetto a quella dove si trova il dito risulta diverso. Il bariolage era un accorgimento particolarmente utilizzato da Franz Joseph Haydn che lo ha impiegato, ad esempio, nel suo quartetto d'archi Opera 50 n° 6, e nella Sinfonia n° 45 detta "degli addii".

### Corde doppie
L'uso polifonico del violino consiste nel suonare contemporaneamente due corde contigue; esso è chiamato "corde doppie" ed anche "raddoppio" nell'ambito della musica folk, nella quale viene largamente utilizzato. Per realizzare questa tecnica è necessaria una grande coordinazione di movimenti e un'elevata precisione nella posizione della mano sinistra e della relativa diteggiatura: l'azione di più di un dito della mano sinistra richiede uno sforzo maggiore e grande esattezza per evitare di produrre una stonatura. È possibile anche suonare su tre o su tutte e quattro le corde suonando l'accordo a mo' di arpeggio, in quanto, a causa della curvatura del ponticello, non è possibile eseguire i suoni dell'accordo contemporaneamente.
I primi esempi di utilizzo della tecnica delle corde multiple nel violino si ritrovano nel Capriccio stravagante (1627) di Carlo Farina e in alcune sonate dell'opera VIII di Biagio Marini (1629). Le corde doppie ebbero particolare importanza nell'opera di vari compositori del tardo '600 tedesco ed austriaco (Johann Schop, Johann Heinrich Schmelzer, Johann Jacob Walther, Heinrich Biber, Nicolaus Bruhns e Johann Paul von Westhoff) e sono la caratteristica preminente in alcuni dei capisaldi della letteratura solistica per il violino, dalle Sonate opera V di Arcangelo Corelli alle Sonate e partite per violino solo di Johann Sebastian Bach, dai Capricci di Niccolò Paganini alle sonate per violino solo di Eugène Ysaÿe, Sergej Sergeevič Prokof'ev, Ernest Bloch, e di tutti gli altri compositori che hanno dedicato opere solistiche al violino nel corso del XX secolo.

### Pizzicato
Il pizzicato si ha quando il violinista non utilizza l'archetto ma "pizzica" la corda col polpastrello di un dito della mano destra (solitamente l'indice o il medio) in direzione parallela al ponticello, come l'arco, ma circa a metà della lunghezza della corda, ovvero al di sopra della tastiera. Il pizzicato comporta l'ottenimento di un suono ben diverso da quello prodotto con l'archetto, breve e rapido. Sulla partitura, il ritorno all'uso dell'archetto viene indicato con la parola arco.
Esiste anche un tipo di pizzicato eseguito con le dita libere della mano sinistra, indicato in partitura con una croce sopra le note interessate. Cambiando il punto in cui la corda viene pizzicata e in considerazione della posizione particolare della mano sinistra in relazione alla corda, il suono ottenuto è molto diverso: più debole e meno risonante. È possibile anche combinare il pizzicato con la mano sinistra e quello con la mano destra o eseguire il pizzicato mentre si suona con l'arco dando origine ad effetti particolari.
Un particolare tipo di pizzicato è il pizzicato alla Bartók, che si esegue tirando con forza la corda verso l'alto, producendo un suono più deciso ed energico.

### Vibrato
Nell'odierna modalità di esecuzione della musica classica, il vibrato è parte integrante del suono e viene eseguito in maniera continua, con la sola eccezione dei passaggi particolarmente rapidi. Esso consiste in un'oscillazione rapida ma contenuta dell'altezza del suono, alternativamente al di sotto e al di sopra della frequenza esatta della nota. Ciò viene ottenuto oscillando in avanti e indietro (lungo la direzione della tastiera) il polpastrello del dito che preme sulla corda.
Spesso si pensa che il vibrato possa in qualche modo nascondere un'intonazione imprecisa della nota, dal momento che se il suono varia leggermente l'orecchio umano non dovrebbe afferrare eventuali imprecisioni. In realtà alcune ricerche a carattere sperimentale hanno dimostrato il contrario. L'orecchio umano riconosce la media della frequenza di una nota (e delle sue variazioni) eseguita con il vibrato con la stessa precisione con cui riconosce quella di una nota ferma. Non è detto che i risultati ottenuti in condizioni sperimentali siano sempre del tutto compatibili con quanto risulti nelle esecuzioni dal vivo: l'effetto del vibrato, quando i tempi sono rapidi, può comunque mascherare alcune imperfezioni nell'intonazione delle singole note.
Non esiste un unico tipo di vibrato: esso è innanzitutto molto personale, dato che fa parte della personalità del suono di ciascun esecutore; inoltre, il vibrato deve adattarsi al tipo di musica che si sta eseguendo. Nelle consuetudini esecutive odierne, per la musica romantica è richiesto un vibrato abbondante ed energico, per la musica classica è preferito un vibrato continuo ma contenuto. Alcuni generi musicali richiedono un uso limitato del vibrato: fino a non molto tempo fa si riteneva che dovesse essere insegnato come qualcosa di necessario e dato per assunto a meno che lo spartito non richiedesse espressamente il contrario; con l'avvento dello studio della prassi storica della musica del passato, ci si è resi conto che il vibrato fino a tutto il XIX secolo era un effetto, un vero e proprio abbellimento che la convenzione dell'epoca indicava di eseguire in casi specifici e non indiscriminatamente su un intero brano musicale.
Il vibrato viene anche considerato come un'impronta digitale dei grandi interpreti, proprio per la singolarità fisico/corporea di ogni esecutore che rende il suono personalissimo.

### Armonici
Gli armonici possono essere creati sfiorando la corda con un dito, senza però premerla sulla tastiera. Il risultato è un suono più acuto, dal momento che la presenza del dito blocca la nota fondamentale della corda; per questo la corda deve essere sfiorata esattamente in corrispondenza di uno dei nodi, con una divisione esatta della corda stessa. Per esempio, precisamente a metà, o un terzo: quando il dito sfiora il nodo in uno di questi punti la corda vibra in modo diverso, in questi due esempi, rispettivamente, nelle due metà uguali e nelle due suddivisioni di un terzo e due terzi in cui si divide, risultando in un suono più alto di un'ottava nel primo caso e di una dodicesima (ottava più quinta) nell'altro caso.
Gli armonici sono segnati nella partitura con un piccolo cerchietto sopra la nota, che determina il tono dell'armonico stesso. Esistono due tipi di armonici, quelli naturali e quelli artificiali.
Gli armonici naturali sono del tipo descritto nel primo paragrafo, si ottengono semplicemente toccando la corda con un dito in un punto nodale. Questa tecnica è relativamente facile, quindi adatta sia ai principianti, sia agli studenti di livello intermedio.
Gli armonici artificiali, invece, sono molto più difficili da ottenere, normalmente sono alla portata soltanto dei violinisti che hanno già raggiunto un buon livello di padronanza con lo strumento e con questa tecnica in particolare. Questo metodo di realizzazione dell'armonico prevede che un dito prema normalmente la corda in un certo punto, per esempio la corda del Re per ottenere un "Mi", con un altro dito che sfiori la corda una quarta più in alto, in questo caso sulla posizione della nota "La". Quando il violinista preme la corda in un punto e la tocca leggermente con il quarto dito nella maniera descritta, viene sfiorato il nodo che si trova ad un quarto della lunghezza della parte della corda che vibra, provocando la vibrazione della corda in quattro parti, producendo un suono di due ottave più in alto della nota che viene suonata (nel caso descritto un "Mi"). La distanza tra le due dita deve essere assolutamente precisa, altrimenti l'armonico non suona. Inoltre, anche la pressione dell'archetto, oltre a quella delle due dita deve essere esattamente calibrata, pena la perdita del suono. Questo è il motivo della maggiore difficoltà della realizzazione degli armonici artificiali rispetto a quelli naturali.
La notazione musicale degli armonici artificiali utilizza di norma due note sulla stessa astina: la nota più bassa utilizza una nota normale che indica dove la corda viene tenuta premuta con il primo dito, mentre la nota più alta utilizza una nota a forma di rombo, che indica la posizione dove la corda viene leggermente toccata con il quarto dito.
Brani assai elaborati con l'utilizzo degli armonici artificiali si trovano nelle composizioni di tipo virtuosistico per violino, specialmente del XIX secolo e dell'inizio del XX, come ad esempio nelle danze rumene di Béla Bartók o nella Csárdás di Vittorio Monti.

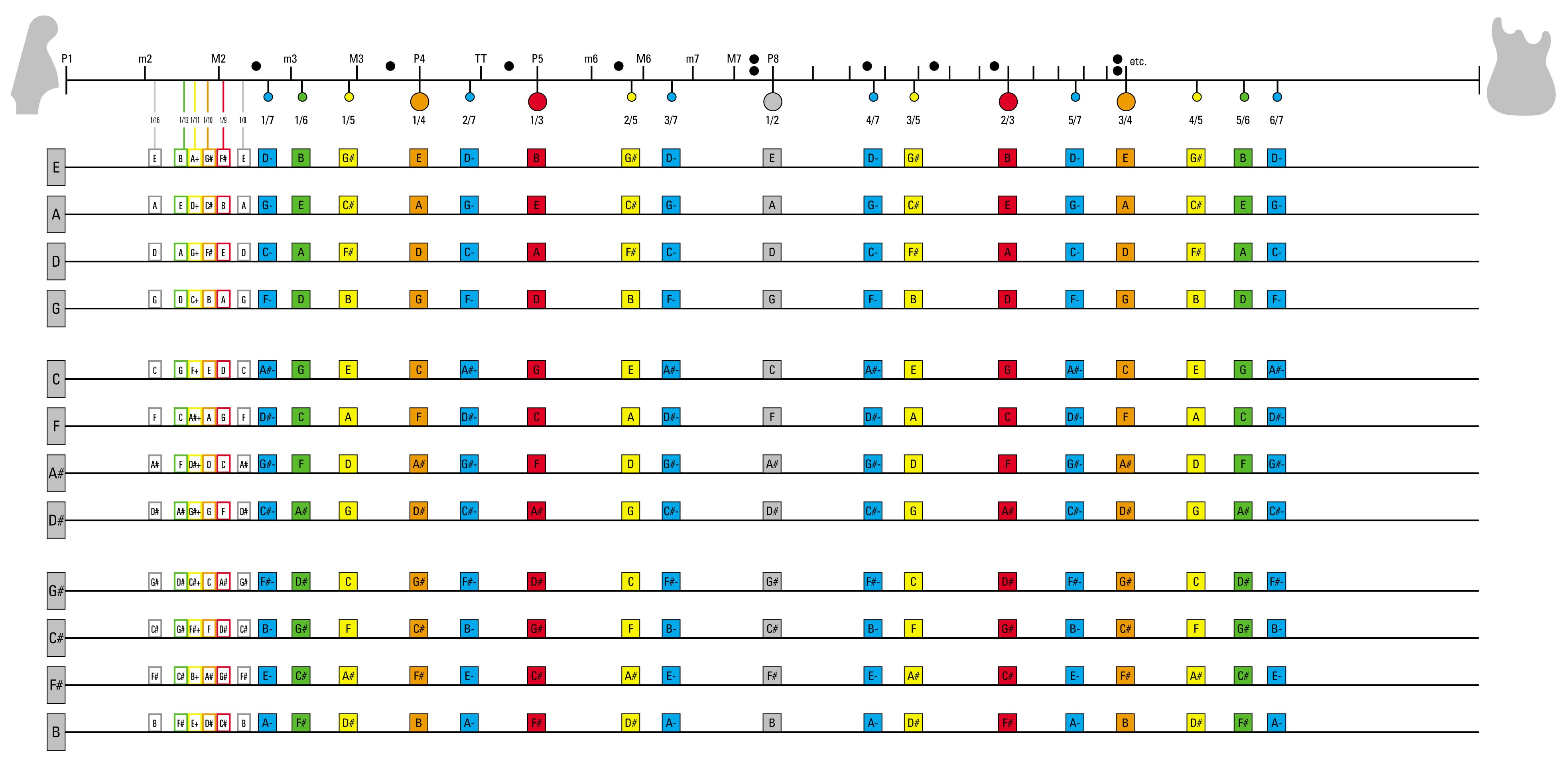
Gli armonici

### Tecnica dell'arco
Anche se la diteggiatura ed il vibrato hanno un'influenza sulle caratteristiche timbriche, il suono del violino dipende essenzialmente da come viene utilizzato l'archetto. Ci sono molteplici elementi che, abilmente combinati, producono un suono più o meno forte in termini di intensità acustica o ne modificano il timbro: la velocità di movimento, la pressione sulla corda, la distanza dal ponticello.
Un'alterazione innaturale della distanza dal ponticello viene utilizzata per particolari effetti sonori. Suonando vicino al ponticello si ottiene un suono più intenso del solito, chiamato sforzato (sullo spartito: sfz); suonando invece spostandosi con l'archetto verso la parte opposta, in direzione del manico, fino al limite o sopra la tastiera (sul tasto) si produce un suono più etereo e delicato, con un'enfasi sulla fondamentale.
Vi sono diverse specie e combinazioni di arcate, che si riuniscono sotto il termine generico di colpi d'arco. Possono essere distinte in:
- suoni tenuti, senza interruzione, detto détaché;
- suoni staccati, cioè separati l'uno dall'altro, mantenendo l'arco a contatto con la corda;
- suoni spiccati, con l'arco sollevato dalla corda tra un suono e l'altro;
- suoni legati, cioè più note suonate nella stessa arcata;
- suoni portati, cioè note suonate nella stessa arcata, ma separate, divise rispetto al legato.

Nel primo gruppo, abbiamo il colpo d'arco sciolto, nel caso che vi sia un'arcata per ogni nota, e il legato, quando in un'arcata vengono eseguite due o più note.

Nel secondo gruppo, abbiamo il martellato (detto anche grande staccato), in cui le note sono eseguite con forza, una per arcata, e il picchettato, quando un'arcata comprende più note. Quando però i suoni eseguiti nella stessa arcata sono solo leggermente separati, abbiamo il portato.

Nel terzo gruppo abbiamo dei colpi d'arco caratterizzati dal fatto che la sollecitazione data alla bacchetta per eseguire ciascun suono ne provoca una reazione elastica di sollevamento dalla corda. Questo crea un tipo di staccato con un effetto acustico molto diverso dal precedente. Nel caso di una nota per arcata, quando la velocità crea il sollevamento spontaneo dell'arco, si ha il saltellato; quando la velocità è minore, e quindi il violinista deve fare un'azione volontaria per facilitare il sollevamento dell'arco, abbiamo lo spiccato; infine, quando il movimento è ancora più lento ed è quasi impossibile sfruttare l'elasticità naturale della bacchetta per sollevare l'arco, abbiamo il martellato volante. Passando alle arcate comprendenti più note, con l'arco che si solleva brevemente tra una nota e l'altra, abbiamo il picchettato volante. Infine, quando l'arco non è sollevato tra una nota e l'altra, ma gettato dall'alto prima di eseguire due o più suoni, il colpo d'arco è detto gettato o balzato.
Vi sono anche tecniche non convenzionali nell'utilizzo dell'arco. Ad esempio, le corde possono essere percosse con il legno della bacchetta (col legno). Ciò produce un suono percussivo, che può avere grande effetto quando è realizzato dall'intera sezione orchestrale degli archi, dal momento che l'intensità sonora prodotta da ciascuno strumento con questa tecnica è molto debole. Una seconda tecnica percussiva, più moderna, è chiamata "chop": in questo caso le corde vengono colpite con la porzione dei crini vicina al tallone dell'archetto, che risulta più tesa e maggiormente dall’esecutore. Questa tecnica è utilizzata da alcuni musicisti jazz, tra cui il Turtle Island String Quartet.

## Accordatura
Il violino viene accordato ruotando i piroli (chiamati anche bischeri o chiavi) nel cavigliere. Dal momento che le corde sono avvolte intorno ad essi, il loro movimento aumenta o diminuisce la tensione. La corda del La viene accordata per prima, generalmente a 440/441 Hz (il diapason d'orchestra è, invece, per lo più a 442 Hz), utilizzando un corista o un diapason; alternativamente si possono usare il tasto corrispondente sul pianoforte oppure l'oboe essendo uno strumento che non è soggetto a variazione di frequenza, oppure accordatori digitali. Le altre corde vengono accordate in rapporto alla prima, ad intervalli di quinta ascendente. [Nel barocco si accordava a 415 Hz il nostro attuale Sol# o G#].

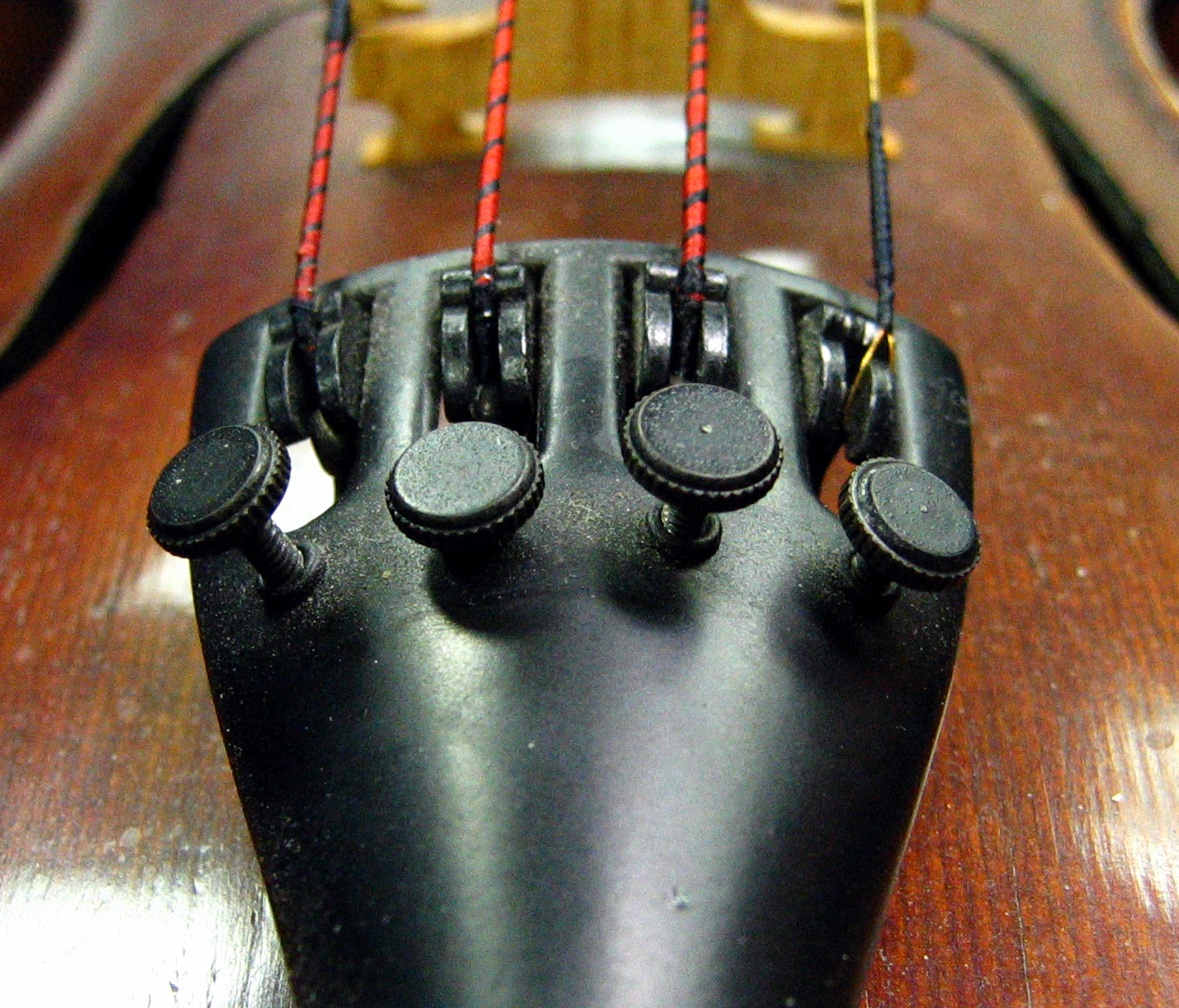
Cordiera con quattro tiracantini incorporati.

È possibile installare sulla cordiera del violino delle viti di precisione, che permettono una regolazione molto più sottile della tensione della corda. Questo accessorio è utilizzabile solo con le corde di metallo, e d'altra parte queste sono le più disagevoli da accordare attraverso i piroli, in quanto anche attraverso un movimento molto contenuto la loro tensione cambia in maniera molto più accentuata che con le corde di altri materiali. La facilità di utilizzo ne fa un elemento indispensabile nella fase di studio dei principianti; tuttavia, la loro presenza ha il difetto di appesantire la cordiera con effetti negativi sul suono. Pertanto, da parte dei professionisti, questo ausilio viene utilizzato solo per il cantino (da cui il nome di tiracantino o tendicantino), in quanto normalmente solo questa corda è interamente in metallo.
Spesso delle piccole modifiche all'accordatura vengono fatte tirando una corda con un dito, per allentarla leggermente ed assestarla.
L'accordatura abituale (Sol-Re-La-Mi) può occasionalmente essere modificata per determinate esigenze musicali, sia nella musica classica (dove questa tecnica è nota come scordatura), sia in alcuni stili folk. Un esempio famoso di scordatura nella musica classica è la Danza Macabra di Saint-Saëns, in cui la corda del Mi del violino solista è accordata in Mi♭, al fine di conferire un'inquietante dissonanza alla composizione. Un altro esempio è dato dal terzo movimento di Contrasti, di Béla Bartók, in cui la corda del Mi viene accordata in Mi♭ e quella del Sol in Sol♯.
Nel jazz e nella musica folk sono spesso impiegati violini con cinque o più corde.

## Storia
Le fonti più antiche riguardanti il violino ci permettono di far risalire la sua nascita all'inizio del XVI secolo.
Anche I primi esemplari (i cosiddetti protoviolini) erano probabilmente soltanto un'evoluzione di strumenti ad arco preesistenti. Erano costruiti in "famiglie" comprendenti 3 taglie diverse di strumenti, approssimativamente corrispondenti alle tessiture di soprano, contralto o tenore e basso.
Nella prima parte del XVI secolo, il soprano ed il contralto di viola da braccio avevano solamente tre corde, mentre per il basso si trovavano strumenti sia a tre che a quattro corde, secondo i trattati dell'epoca, arrivandosi talvolta fino a cinque, secondo alcune fonti iconografiche.
La gran parte delle ipotesi tradizionali pone l'apparizione dei primi violini veri e propri, dotati della stessa forma e medesima accordatura usata ancora ai nostri giorni, nel nord Italia, a Cremona, con Andrea Amati, a Brescia con Gasparo da Salò, Zanetto e Pellegrino Micheli, a Venezia con la famiglia Linarol; tuttavia ricerche più recenti evidenziano fondati dubbi su quasi tutte le attribuzioni degli strumenti ad arco italiani del XVI secolo.
Perciò, non rimane agli studiosi che basarsi sui soli documenti, la cui interpretazione è resa più difficile da problemi terminologici.
Tuttavia, da questi dati si vede chiaramente che la nuova famiglia di strumenti ad arco apparve quasi allo stesso tempo in varie parti d'Europa: oltre che nell'Italia del Nord, in Francia (Parigi e Lione), in Germania (dove Martin Agricola segnala nel 1545 la presenza di gruppi di violinisti polacchi), nei Paesi Bassi (specialmente Bruxelles ed Anversa), a Praga. Si può quindi supporre che il violino sia nato come strumento di musicisti ambulanti, durante i primi decenni del XVI secolo, da una fusione di strumenti diversi, quali le vielle e le ribeche a tre corde. Tra questi musicisti possiamo collocare sia i violinisti polacchi citati da Agricola, sia i gruppi di polistrumentisti e danzatori di origine ebraica, che dalla Lombardia si diffusero fino ai Paesi Bassi ed all'Inghilterra, il cui influsso fu probabilmente ancor più determinante per lo sviluppo della famiglia delle viole da braccio.
Il violino nel XVI secolo era utilizzato principalmente nella musica di danza, tuttavia in Italia molto presto assunse ruoli più nobili, nelle corti o nelle chiese: nel 1530 a Brescia abbiamo la citazione di un violino usato durante una messa e, circa dieci anni dopo, anche a Venezia troviamo violini in varie "Scuole" e durante le messe e le processioni.
Molti strumenti della famiglia del violino, conservati in musei o collezioni private, sono attribuiti a liutai della seconda metà del XVI secolo, quali i bresciani Zanetto Micheli da Montichiari, il figlio Peregrino, Gasparo da Salò, il veneziano Ventura Linarol, il cremonese Andrea Amati, il padovano Dorigo Spilmann, o Gasparo Tieffenbrucker, che lavorò a Bologna e Lione. Gran parte di queste attribuzioni sono oggi considerate non attendibili, o riferite a strumenti pesantemente trasformati da modifiche che li hanno alterati profondamente.
A partire dall'inizio del XVII secolo, sotto la spinta dello sviluppo di una nascente letteratura idiomatica per il violino, la costruzione dello strumento vede un notevole sviluppo. Due città, in particolare, assumono la preminenza: Brescia e Cremona. La prima era nota per la costruzione di strumenti ad arco già dall'inizio del XVI secolo; la fama per i violini si deve in particolare a due costruttori: Gasparo da Salò (1540–1609) e Giovanni Paolo Maggini (battezzato nel 1580 e morto probabilmente nel 1630–31). A Cremona, lavora Andrea Amati (prima del 1511-1577), capostipite di una famiglia di liutai che marcò profondamente la costruzione degli strumenti ad arco, in particolare attraverso i suoi figli Antonio e Girolamo, che firmavano insieme i loro strumenti, ed il figlio di quest'ultimo, Nicola, considerato il culmine della liuteria seicentesca italiana.
A partire dalla metà del XVII secolo, l'arte della liuteria si irradia in tutta Europa. Si formano importanti "scuole", con caratteristiche omogenee al loro interno, quali alcune particolarità nella forma o nella tecnologia costruttiva, oppure un particolare colore della vernice.

Cremona rimane il centro più importante dell'arte liutaria: vi lavorano il figlio di Girolamo Amati, Nicola, vero capostipite della liuteria classica cremonese, ed i suoi discepoli Antonio Stradivari, Andrea Guarneri, Giovanni Battista Ruggeri e Francesco Rogeri. Ancora, tra i maggiori liutai cremonesi, si deve ricordare Giuseppe Guarneri, detto anche ”del Gesù”, e gli allievi di Stradivari, i figli Omobono e Francesco e Carlo Bergonzi.
Sempre in Italia, vera culla della liuteria, abbiamo: a Venezia, Santo Serafino, Domenico Montagnana, Matteo Gofriller, Francesco Gobetti e Pietro Guarneri; a Milano, Giovanni Grancino, altro discepolo di Amati, i Testore, Pietro Landolfi, i Mantegazza; a Bologna, i Tononi e i Guidanti; a Firenze, i Gabrielli; a Napoli, Alessandro Gagliano (uscito dalla scuola di Stradivari) ed i suoi discendenti; a Roma, David Tecchler e Michele Plattner; a Torino, Giovanni Battista Guadagnini ed i suoi discendenti.
Si sviluppò anche una scuola tirolese, piuttosto indipendente dall'influenza cremonese, con Jacob Stainer e la famiglia Klotz, il cui capostipite, Mathias I, aveva appreso la professione dallo Stainer e dal solito Nicola Amati.
Nel XIX secolo vennero ancora costruiti eccellenti violini: p. es. da Giovanni Francesco Pressenda e Joseph Rocca a Torino e Genova, Jean-Baptiste Vuillaume, di Mirecourt, a Parigi; ma raramente paragonabili ai capolavori dei secoli precedenti. Anche oggi, i solisti cercano preferibilmente di esibirsi con strumenti del XVII e XVIII secolo.
Al 1890 risale la trascrizione della fiaba popolare "La creazione del violino", che descrive l'origine dello strumento nel folklore romaní.
Il XX secolo ha pure visto una ricca fioritura di liuterie in tutto il mondo, con nomi ormai affermati quali: Bisiach (Milano), Garimberti (Milano), Fiorini (Monaco), Poggi (Bologna), Gaggini (Nizza), Sacconi (New York), Carl Becker (Chicago), Peresson (Philadelphia), Bauer (Angers); ed altri, ancora attivi e in via di affermazione: Zygmuntowicz (Brooklyn), Curtin & Alf (Ann Arbor), Regazzi (Bologna), Luiz Bellini (Jackson Heights, New York), Robin (Angers), Roger Graham Hargrave (Meyenburg).
La forma esterna del violino non è cambiata dal XVII secolo ad oggi, ma, almeno fino alla fine del XIX, si sono modificate alcune caratteristiche costruttive secondarie, in funzione della musica che vi veniva eseguita. Gli strumenti costruiti prima del 1800 sono stati quasi tutti modificati secondo le nuove esigenze, quindi oggi tutti i migliori strumenti antichi sono molto lontani dallo stato originale. Vi è tuttavia un movimento di interpretazione della musica del passato secondo la prassi esecutiva dell'epoca, che utilizza strumenti costruiti tra il XVI ed il XVIII secolo rimessi nella ipotetica condizione d'origine, o eventualmente copie di strumenti dell'epoca; il violino che presenta tali caratteristiche è comunemente detto violino barocco.

## Letteratura violinistica

### Dalle origini al 1700
All'inizio della sua storia, durante la seconda metà del XVI secolo, il violino era utilizzato non come strumento indipendente, ma come componente della famiglia delle viole da braccio, nella quale ricopriva il posto della voce di soprano, analogamente a quanto accadeva con altri tipi di strumenti: flauti dolci, viole da gamba, bombarde, tromboni, cornetti, cromorni. Perciò, le prime composizioni destinate al violino appartengono a quell'ampio repertorio strumentale polifonico del '500 che veniva eseguito indistintamente da un qualsiasi tipo di famiglia di strumenti: fantasie, suites di danze, trascrizioni di brani vocali.
Una delle primissime forme che si stacca dalla pratica polifonica e delinea il violino in funzione solistica è la pratica dell'improvvisazione (diminuzione) su madrigali o altri brani vocali, che fiorisce soprattutto nel finire del secolo XVI e nell'inizio del XVII, ad opera dei primi virtuosi di tutti i vari tipi di strumenti: cornettisti, flautisti diritti e traversi, violinisti, violisti da gamba, tastieristi, liutisti, arpisti.
Le prime opere solistiche espressamente dedicate al violino vedono la luce nei primi anni del '600 in Italia e sono prodotte da una nutrita schiera di compositori che mettono la pratica strumentale al servizio delle istanze espressive di Claudio Monteverdi e degli altri compositori di musica vocale della cosiddetta "seconda prattica". Tra i più importanti, ricordiamo Dario Castello, Giovanni Paolo Cima, Biagio Marini, Salomone Rossi, Giovanni Battista Fontana, Marco Uccellini. Le forme più usate sono la canzone e la sonata; l'organico che immediatamente predomina è quello formato da due violini (dove uno dei violini può essere sostituito da uno strumento di un'altra famiglia, in particolare dal cornetto) e dalla parte del basso continuo, eseguito da uno o più strumenti polifonici (organo, clavicembalo, arpa, liuto), al quale si può talvolta trovare aggiunta una parte di "basso obbligato", eseguibile con uno strumento ad arco (violoncello, viola da gamba) o anche a fiato (fagotto, trombone).
La scrittura si caratterizza immediatamente per uno spiccato interesse alla sperimentazione tecnica.
Nella seconda metà del secolo XVII, se in Italia si va gradualmente verso uno strumentalismo più "classico", in una ricerca di maturità e plasticità, che trova la sua massima espressione in Arcangelo Corelli, nei paesi di lingua tedesca si afferma una scuola violinistica ancora molto interessata all'aspetto della sperimentazione tecnico-espressiva; a questa corrente appartengono anche Johann Jakob Walther, Johann Heinrich Schmelzer ed il suo allievo Heinrich Ignaz Franz Biber. In questi compositori, l'interesse per il linguaggio solistico polifonico del violino (le cosiddette "doppie corde", ovvero accordi formati da 2 a 4 suoni, eseguiti appoggiando l'arco contemporaneamente su due corde e muovendolo poi nel corso dell'arcata fino a toccare anche le altre note) diventa ossessivo ed elabora la tecnica che sarà poi utilizzata nelle opere per violino solo da Johann Sebastian Bach ai giorni nostri.

### Dal 1700 al 1800
La scrittura corelliana diviene un modello di riferimento nelle forme più tipiche della letteratura violinistica: la sonata a tre, la sonata "a solo", ossia violino e violoncello o cembalo (basso continuo), e il concerto grosso. A sua volta, ognuna di queste forme presenta due diverse tipologie: da chiesa e da camera. La sua influenza attraversa tutta la musica strumentale di gusto italiano della prima metà del XVIII secolo, in particolare nell'ambito sonatistico.
Tra i più importanti compositori di sonate in stile italiano, ricordiamo Antonio Vivaldi, Francesco Geminiani, Francesco Veracini, Francesco Antonio Bonporti, Giuseppe Tartini, Tomaso Albinoni.
Oltre che nella musica di stile italiano, la sonata corelliana introduce di fatto in Francia una scrittura strumentale più sviluppata dal punto di vista tecnico, armonico e drammatico; essa è fonte d'ispirazione, pur mescolata agli stilemi caratteristici del gusto francese, per le opere di Élisabeth Jacquet de La Guerre e, più tardi, di François Couperin e Jean-Marie Leclair.
Ancora, in Inghilterra, le sonate di ambiente romano della seconda metà del '600 sono studiate, imitate e diffuse dai compositori più importanti che operano nel paese: Henry Purcell, alla fine del '600, Georg Friedrich Händel nel '700.
Successivamente, la sonata si sviluppa in due direzioni: da un lato, a partire dalle 6 Sonate per violino e clavicembalo di Johann Sebastian Bach, verso una letteratura con strumento a tastiera concertato, in cui il violino ricopre un ruolo secondario (ricordiamo innanzitutto la splendida serie delle sonate e variazioni per pianoforte e violino di Wolfgang Amadeus Mozart), tipologia formale che sfocerà nella sonata romantica per pianoforte e violino; dall'altro lato, verso l'allargamento ad organici nuovi: trii, quartetti, quintetti, di soli archi o con pianoforte (più raramente con flauto o oboe). In particolare, la nuova forma del quartetto d'archi assume una grande importanza nell'elaborazione del nuovo linguaggio strumentale della II metà del XVIII secolo, in particolare attraverso opere marcate da grandi differenze di scrittura "nazionale": tra i molti che vi si cimentarono, ricordiamo Johann Christian Bach (tedesco, ma attivo prima a Milano e poi a Londra), Luigi Boccherini e Giuseppe Cambini in Italia, François-Joseph Gossec e Rodolphe Kreutzer in Francia, Carl Stamitz in Germania, Franz Joseph Haydn e Wolfgang Amadeus Mozart in Austria.
Il concerto corelliano pone le radici da cui si sviluppa la forma del concerto solista, che a partire dai primi esperimenti di Giuseppe Torelli si sviluppa nelle opere di Antonio Vivaldi, Johann Sebastian Bach, Pietro Antonio Locatelli, Jean-Marie Leclair e Giuseppe Tartini in una forma di enorme successo.
Nella seconda metà del secolo, il violino concertante, da principale (ossia primo violino dell'orchestra che si stacca episodicamente, eseguendo i suoi assoli) diventa un elemento indipendente che si contrappone alla massa orchestrale. Da questo momento, "il concerto per violino ha costituito sino ai nostri giorni la palestra più completa per l'estrinsecazione delle capacità tecniche ed emotive dell'esecutore".
I concerti appartenenti a questo periodo di transizione sono oggi poco eseguiti, con l'eccezione delle opere di Wolfgang Amadeus Mozart, Franz Joseph Haydn e Giovanni Battista Viotti.

### Dal 1800 a oggi
Il nuovo secolo, fortemente marcato da una nuova sensibilità artistica, il Romanticismo, non crea nuove forme ma elabora e sviluppa quelle che si erano affacciate nella seconda metà del secolo precedente: il concerto, la sonata (pianoforte e violino, trio con pianoforte e violoncello, quartetto e quintetto di soli archi, o con pianoforte).
Insieme al pianoforte, il violino è lo strumento che meglio si adatta alle richieste espressive dei compositori di questo periodo: oltre alle possibilità liriche, già ampiamente sfruttate nei secoli passati, una legione di violinisti virtuosi sperimenta una nuova tecnica esecutiva irta di difficoltà e funambolismi che viene largamente utilizzata dai maggiori compositori dell'epoca in funzione eroica e drammatica. Tra questi virtuosi, che lasciarono un repertorio (soprattutto di concerti) ancora oggi apprezzato, ricordiamo Niccolò Paganini, Henri Vieuxtemps, Henryk Wieniawski.
Sull'onda della scrittura violinistica fortemente drammatizzata di Ludwig van Beethoven, che per il violino scrisse opere mirabili, quali il concerto op. 61, le sonate con pianoforte, i trii con piano e violoncello ed i quartetti, tutti i maggiori compositori dell'Ottocento dedicano al violino un ampio repertorio.
Tra le sonate con piano, ricordiamo soprattutto quelle di Franz Schubert, Robert Schumann, Johannes Brahms, César Franck, Edvard Grieg, Gabriel Fauré, Claude Debussy, Sergej Sergeevič Prokof'ev, Maurice Ravel, Béla Bartók.
Nella forma del quartetto d'archi, oltre ai già citati Schumann, Schubert, Brahms, abbiamo opere importanti di Luigi Cherubini, Felix Mendelssohn e della sorella Fanny, Antonín Dvořák, Alexander Borodin, e venendo più vicino a noi, oltre a Ravel, Prokof'ev e Bartók, Giacomo Puccini, Nino Rota, Arnold Schönberg, Dmitri Shostakovich, Gian Francesco Malipiero, György Ligeti, Robert Crumb.
Nel concerto, e più in generale nell'organico composto da violino solista con orchestra, trovano una felice espressione in particolare Mendelssohn, Franz Schubert, Robert Schumann, Dvořák, Brahms, Édouard Lalo, Max Bruch, Ottorino Respighi, Pëtr Il'ič Čajkovskij, Camille Saint-Saëns, Jan Sibelius, Béla Bartók, Igor' Fëdorovič Stravinskij, Alfredo Casella, Alban Berg, Dmitri Shostakovich, Arvo Pärt.
Nel corso del XX secolo avanzato, i compositori di musica classica, pur continuando, come abbiamo già visto, la tradizione ottocentesca, ricominciano parallelamente ad esplorare con grande libertà le forme della musica con violino, con una generale tendenza alla forma piccola ed all'organico contenuto, forse per reazione al gigantismo che aveva caratterizzato la musica del secolo precedente, ulteriormente amplificato dall'estetica gonfia di retorica, ispirata dai nazionalismi del primo '900.
In questo senso, si riscontra un ritorno anche alla scrittura per violino solo, in qualche misura sempre ispirata all'opera di Johann Sebastian Bach ed ai Capricci di Nicolò Paganini. Ricordiamo in particolare le opere di Eugène Ysaÿe, e ancora di Bartók, Sergej Sergeevič Prokof'ev, Ernest Bloch, Bruno Maderna, Luciano Berio, Pierre Boulez, John Cage, Steve Reich (con nastro magnetico), Giacinto Scelsi.

## Il violino nella musica folk

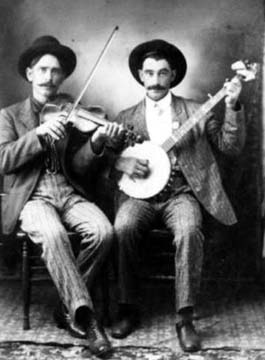
Musicisti non identificati di Old-time music, USA, 1905 circa.

Il violino nasce come strumento destinato all'esecuzione della musica da ballo. Le prime bande di proto-violini sono gruppi di menestrelli che operavano verso la fine del XV secolo nelle regioni intorno alle Alpi, gruppi di musicisti polacchi operanti in Germania all'inizio del XVI secolo, o ancora gruppi, spesso di carattere familiare, di musicisti ebrei sefarditi, che svilupparono l'uso di questo strumento prima in Lombardia, poi in altre città del Nord Italia, quindi nell'Europa del Nord: tutte queste tradizioni hanno in comune l'uso di violini di diverse dimensioni nei complessi da ballo. I violini erano chiamati secondo le denominazioni tedesche (geige, rebec, rybeben, vedel, fiedel, fydel...) e ancora oggi nei paesi di lingua tedesca e inglese i rispettivi termini geige e fiddle indicano il violino e gli strumenti ad esso affini usati nella musica popolare. Anche le tecniche di esecuzione sono varie: vengono indifferentemente usate la posizione classica, con lo strumento sostenuto dal mento, oppure impostazioni più antiche come appoggiare lo strumento immediatamente al di sotto della clavicola, o al petto, o sopra la cintola.
Il violino folk oggi è, di fatto, lo stesso strumento utilizzato nella musica classica. Se ne differenzia solo per caratteristiche che non incidono sulla struttura dello strumento stesso. Ad esempio, per l'esecuzione di alcuni generi, come il bluegrass e old-time music, che impiegano in maniera sistematica la tecnica delle doppie corde (consistente nell'eseguire una melodia su una corda, accompagnandosi con una o due altre corde suonate "libere", in maniera simile alla cornamusa o alla ghironda), viene utilizzato un ponticello con una curvatura meno accentuata.
Il violino è diffuso nella musica folk di tutta Europa, dell'America del Nord e di alcune aree dell'America del Sud e dell'Asia.